# Cabreiros (Braga)
Cabreiros ist ein Ort und eine ehemalige Gemeinde (Freguesia) im Norden Portugals.
Cabreiros gehört zum Kreis Braga im gleichnamigen Distrikt Braga. Die Gemeinde hatte eine Fläche von 2,8 km² und 1556 Einwohner (Stand 30. Juni 2011).
Am 29. September 2013 wurden die Gemeinden Cabreiros und Passos (São Julião) zur neuen Gemeinde União das Freguesias de Cabreiros e Passos (São Julião) zusammengeschlossen. Cabreiros ist Sitz dieser neu gebildeten Gemeinde.